# Carl Oliver
Pour les articles homonymes, voir Oliver.
Carl Oliver (né le 30 janvier 1969 dans l'archipel d'Andros) est un athlète bahaméen spécialiste du 400 mètres. Il obtient ses meilleurs résultats lors de relais 4 × 400 mètres.

## Carrière

### Palmarès
| Date | Compétition                               | Lieu     | Résultat | Performance   |
| ---- | ----------------------------------------- | -------- | -------- | ------------- |
| 1996 | Jeux olympiques d'été                     | Atlanta  | 7e       | 3 min 02 s 71 |
| 1999 | Championnats du monde                     | Séville  | 6e       | 3 min 02 s 74 |
| 2000 | Jeux olympiques d'été                     | Sydney   | 3e       | 2 min 59 s 23 |
| 2001 | Championnats du monde                     | Edmonton | 1er      | -             |
| 2003 | Championnats d'Am. centre et des Caraïbes | Grenade  | 1er      | 3 min 02 s 56 |

### Records
| Épreuve    | Performance | Lieu       | Date         |
| ---------- | ----------- | ---------- | ------------ |
| 400 mètres | 46 s 17     | Bridgetown | 25 juin 1999 |